# Voßnocken
Voßnocken ist ein Ortsteil der Gemeinde Nachrodt-Wiblingwerde im Märkischen Kreis im Regierungsbezirk Arnsberg in Nordrhein-Westfalen (Deutschland).

## Lage und Beschreibung
Der Wohnplatz befindet sich südöstlich des Höhendorfs Wiblingwerde zwischen den Quellbereichen des Hallenscheider Bachs und des Düsternsiepen, die über Kreinberger- bzw. Opperhusener Bach beide in die Lenne entwässern.
Nachbarorte sind neben Wiblingwerde die Ortslagen und Wohnplätze Opperhusen, Eilerde, Helbecke, Stübbecken, Kreinberg, Buchholz, Eickhoff, Hallenscheid, Neuenhaus, Sassenscheid, Neusassenscheid, Waldemey und Lehmkuhle.

## Geschichte
Voßnocken wurde erstmals im Jahr 1733 als Foßnocken urkundlich erwähnt, der Ortsname bedeutet Fuchshang. Weitere Nennungen sind Voßnocken (1766), vosnacken (1767), vossnakken (1797) und ab 1815 Vosnocken.
Auf den Handrissen (Mensalblätter) zur Karte der Grafschaft Mark von Eversmann wird der Ort um 1795 als Fosſnocken beschriftet. Er ist auf der Preußischen Uraufnahme von 1839 unbeschriftet und ab der Preußischen Neuaufnahme von 1892 auf Messtischblättern der TK25 als Vossnocken (Ausgabe 1892–94) und Voßnocken verzeichnet.
Voßnocken gehörte bis zum 19. Jahrhundert dem Kirchspiel, Amt, Rezeptur und Landgericht Altena der Grafschaft Mark an.
Ab 1816 war der Ort Teil des Schulbezirks Wiblingwerde der Steuergemeinde Wiblingwerde der Landbürgermeisterei Altena im Kreis Altena, 1818 lebten zwölf Einwohner im Ort. Der laut der Ortschafts- und Entfernungs-Tabelle des Regierungs-Bezirks Arnsberg als Kotten kategorisierte Ort besaß 1839 ein Wohnhaus. Zu dieser Zeit lebten zwölf Einwohner im Ort, allesamt evangelischen Bekenntnisses.
Die Gemeinde- und Gutbezirksstatistik der Provinz Westfalen führt 1871 den Ort mit zwei Wohnhäusern und 14 Einwohnern auf. Das Gemeindelexikon für die Provinz Westfalen gibt 1885 für Voßnocken eine Zahl von 14 Einwohnern an, die in zwei Wohnhäusern lebten. 1895 besaß der Ort zwei Wohnhäuser mit zwölf Einwohnern, 1905 werden zwei Wohnhäuser und neun Einwohner angegeben.
Am 1. April 1907 wurden die Gemeinden Wiblingwerde und Kelleramt zu der Gemeinde Nachrodt-Wiblingwerde vereint, wodurch Voßnocken zum heutigen Gemeindegebiet kam.